# Joseph Bäuml
Joseph Bäuml (* 19. Juni 1905 in Neuburg an der Donau; † 1974) war ein deutscher Landrat.

## Leben
Nach dem Besuch des Gymnasiums Regensburg und dem Abitur am Erasmus-Gymnasium Amberg studierte Joseph Bäuml Rechtswissenschaften an der Ludwig-Maximilians-Universität München (dort seit 1925 Mitglied der Burschenschaft Guelfia), der Universität Innsbruck und der Friedrich-Alexander-Universität Erlangen-Nürnberg. Nach einer Wiederholungsprüfung bestand er 1930 das erste juristische Staatsexamen und kam in den Vorbereitungsdienst beim Amtsgericht Bamberg, Landgericht Bamberg sowie beim  Bezirksamt Bamberg. Die zweite juristische Staatsprüfung (früher Staatskonkurs) bestand er 1933. Zunächst als Jurist in der Privatwirtschaft tätig, kam er zum 1. Februar 1934 als Assessor zur Regierung von Niederbayern. Zum Jahresbeginn 1935 war er Regierungsrat beim Bezirksamt Kelheim und erhielt am 1. Dezember 1938 die Ernennungsurkunde zum Bezirksvorstand (ab 1939 Landrat) des Bezirksamts Eichstätt (ab 1939 Landkreis Eichstätt). In diesem Amt blieb er – unterbrochen durch den Kriegsdienst – bis zu seiner Amtsenthebung im Mai 1945. Er kam in US-amerikanische Kriegsgefangenschaft, aus der er am 17. April 1948 entlassen wurde. Im Entnazifizierungsverfahren stufte ihn die Spruchkammer als minderbelastet ein. Im Berufungsverfahren wurde er als Mitläufer bewertet. Nachdem Bäuml sechs Jahre als Anwalt in Eichstätt tätig gewesen war, kehrte er in die öffentliche Verwaltung zurück und wurde im Dezember 1955 Regierungsrat im Landratsamt Parsberg. 1957 wechselte er zur Regierung von Oberfranken und wurde 1960 Regierungsdirektor bzw. 1969 Oberregierungsdirektor. Zum 1. Juli 1970 ging er in den Ruhestand. 
In den Jahren von 1923 bis 1930 gehörte er dem Freikorps Oberland an und trat zum 1. September 1930 in die NSDAP ein (Mitgliedsnummer 297.781). Bei der SA war er seit 1933 und zuletzt Sturmführer. 